# Élections aux conseils d'arrondissement de 1919 dans la Somme
Les élections aux conseils d'arrondissement de 1919 ont eu lieu le 14 et le 21 décembre 1919. 

## Résultats à l'échelle du département

### Présidents de conseils d'arrondissement élus
| Arrondissement | Président sortant | Parti | Parti | Président élu      | Parti | Parti |
| -------------- | ----------------- | ----- | ----- | ------------------ | ----- | ----- |
| Amiens         | Octave Macrez     |       | ARD   | Octave Macrez      |       | ARD   |
| Abbeville      | Pierre Tingry     |       | ARD   | Pierre Tingry      |       | ARD   |
| Doullens       | Lucien Carpentier |       | PRRRS | Lucien Carpentier  |       | PRRRS |
| Montdidier     | Victor Gaillard*  |       | PRRRS | Georges Capronnier |       | PRRRS |
| Péronne        | Abdon Delavenne*  |       | PRRRS | Clément Debray     |       | ARD   |

### Évolution
| Partis              | Partis                                           | Conseillers sortants | Conseillers élus | Évolution     |
| ------------------- | ------------------------------------------------ | -------------------- | ---------------- | ------------- |
|                     | Alliance républicaine démocratique               | 13                   | 21               | 8             |
|                     | Radicaux indépendants                            | 2                    | 1                | 1             |
| Total Centre-droit  | Total Centre-droit                               | 15                   | 22               | 7             |
|                     | Parti républicain, radical et radical-socialiste | 27                   | 21               | 6             |
| Total Centre-gauche | Total Centre-gauche                              | 27                   | 10               | 6             |
|                     | Fédération républicaine                          | 6                    | 3                | 3             |
|                     | Conservateurs                                    | 0                    | 3                | 3             |
| Total Droite        | Total Droite                                     | 6                    | 6                | en stagnation |
|                     | Section française de l'Internationale ouvrière   | 3                    | 2                | en stagnation |
| Total Gauche        | Total Gauche                                     | 3                    | 2                | 1             |

## Arrondissement d'Amiens
| Parti                                           | Sigle | Sigle | Élus |
| ----------------------------------------------- | ----- | ----- | ---- |
| Alliance républicaine démocratique              |       | ARD   | 4    |
| Parti républicain radical et radical-socialiste |       | PRRRS | 3    |
| Fédération républicaine                         |       | FR    | 3    |
| Section française de l'Internationale ouvrière  |       | SFIO  | 3    |
| Président du Conseil d'arrondissement           |       |       |      |
| Octave Macrez (ARD)                             |       |       |      |

### Nouveau conseil
| Parti                                           | Sigle | Sigle | Élus |
| ----------------------------------------------- | ----- | ----- | ---- |
| Alliance républicaine démocratique              |       | ARD   | 7    |
| Parti républicain radical et radical-socialiste |       | PRRRS | 2    |
| Section française de l'Internationale ouvrière  |       | SFIO  | 2    |
| Fédération républicaine                         |       | FR    | 1    |
| Conservateurs                                   |       | Cons. | 1    |
| Président du Conseil d'arrondissement           |       |       |      |
| Octave Macrez (ARD)                             |       |       |      |

### Résultats
| Canton            | Conseiller sortant   | Étiquette | Candidat élu       | Étiquette |
| ----------------- | -------------------- | --------- | ------------------ | --------- |
| Amiens-Nord-Ouest | Bernard Brandicourt* | SFIO      | Raymond Corbin     | SFIO      |
| Amiens-Nord-Est   | Jules Thierry*       | SFIO      | Alfred Catel       | SFIO      |
| Amiens-Sud-Est    | Georges Antoine*     | FR        | Lucien David       | PRRRS     |
| Amiens-Sud-Ouest  | Henri Morelle-Lucas* | FR        | Gustave Crampon    | FR        |
| Boves             | René Jouancoux       | PRRRS     | Léon Legrand       | ARD       |
| Conty             | Edgard Caron         | ARD       | Edgard Caron       | ARD       |
| Corbie            | Alexis Lacourbas*    | SFIO      | Jean Masse         | ARD       |
| Hornoy-le-Bourg   | Octave Macrez        | ARD       | Octave Macrez      | ARD       |
| Molliens-Vidame   | Gérard Reversez*     | PRRRS     | Léonce Demarest    | ARD       |
| Oisemont          | Georges Bienaimé     | ARD       | Pierre de Waziers  | Cons.     |
| Picquingy         | Paul-Émile Goudard   | PRRRS     | Paul-Émile Goudard | PRRRS     |
| Poix-de-Picardie  | Valentin Mille*      | ARD       | Adonis Mérouze     | ARD       |
| Villers-Bocage    | Albert Ménil*        | FR        | Georges Sanier     | ARD       |

*Conseillers d'arrondissement sortants ne se représentant pas

## Arrondissement d'Abbeville
| Canton                 | Conseiller sortant         | Étiquette | Candidat élu               | Étiquette |
| ---------------------- | -------------------------- | --------- | -------------------------- | --------- |
| Abbeville-Nord         | Auguste Leroy              | PRRRS     | Auguste Leroy              | PRRRS     |
| Abbeville-Sud          | Paul Guignot               | PRRRS     | Paul Guignot               | PRRRS     |
| Ailly-le-Haut-Clocher  | François Oger*             | PRRRS     | Albert Bilhaut             | ARD       |
| Ault                   | Joseph Dufrien             | PRRRS     | Joseph Dufrien             | PRRRS     |
| Crécy-en-Ponthieu      | Albert Padieu              | ARD       | Albert Padieu              | ARD       |
| Gamaches               | Florimond Mauduit          | RI        | Florimond Mauduit          | RI        |
| Hallencourt            | Joseph Tagaux              | FR        | Joseph Tagaux              | FR        |
| Moyenneville           | Henri des Lyons de Feuchin | FR        | Henri des Lyons de Feuchin | FR        |
| Nouvion                | Henri Peincedé*            | ARD       | Léon Desgest               | ARD       |
| Rue                    | Pierre Tingry              | ARD       | Pierre Tingry              | ARD       |
| Saint-Valery-sur-Somme | Albert Pruvost*            | PRRRS     | Isidore Loubert            | Cons.     |

*Conseillers d'arrondissement sortants ne se représentant pas

### Canton d'Abbeville-Nord
|                | Auguste Leroy* | PRRRS          | 946   | 53,60  |  |  |
|                | M. Joron       |                | 819   | 46,40  |  |  |
|                |                |                |       |        |  |  |
| Inscrits       | Inscrits       | Inscrits       | 3 073 | 100,00 |  |  |
| Abstentions    | Abstentions    | Abstentions    | 1 131 | 36,80  |  |  |
| Votants        | Votants        | Votants        | 1 942 | 63,20  |  |  |
| Blancs et nuls | Blancs et nuls | Blancs et nuls | 177   | 9,11   |  |  |
| Exprimés       | Exprimés       | Exprimés       | 1 765 | 90,89  |  |  |

*sortant

### Canton d'Abbeville-Sud
|                | Paul Guignot*  | PRRRS          | 1 212 | 65,62  |  |  |
|                |                |                |       |        |  |  |
| Inscrits       | Inscrits       | Inscrits       | 2 979 | 100,00 |  |  |
| Abstentions    | Abstentions    | Abstentions    | 1 032 | 34,64  |  |  |
| Votants        | Votants        | Votants        | 1 947 | 65,36  |  |  |
| Blancs et nuls | Blancs et nuls | Blancs et nuls | 605   | 31,07  |  |  |
| Exprimés       | Exprimés       | Exprimés       | 1 342 | 68,93  |  |  |

*sortant

### Canton d'Ailly-le-Haut-Clocher
|                | Albert Bilhaut    | ARD      | 1 053 | 58,57  |  |  |
|                | Georges Marcassin |          | 745   | 41,43  |  |  |
|                |                   |          |       |        |  |  |
| Inscrits       | Inscrits          | Inscrits | 2 373 | 100,00 |  |  |
| Abstentions    |                   |          |       |        |  |  |
| Votants        |                   |          |       |        |  |  |
| Blancs et nuls |                   |          |       |        |  |  |
| Exprimés       | Exprimés          | Exprimés | 1 798 |        |  |  |

*sortant

### Canton d'Ault
|                | Joseph Dufrien* | PRRRS          | 2 518 | 100,00 |  |  |
|                |                 |                |       |        |  |  |
| Inscrits       | Inscrits        | Inscrits       | 4 533 | 100,00 |  |  |
| Abstentions    | Abstentions     | Abstentions    | 1 358 | 29,96  |  |  |
| Votants        | Votants         | Votants        | 3 175 | 70,04  |  |  |
| Blancs et nuls | Blancs et nuls  | Blancs et nuls | 657   | 20,69  |  |  |
| Exprimés       | Exprimés        | Exprimés       | 2 518 | 79,31  |  |  |

*sortant

### Canton de Crécy-en-Ponthieu
|                | Albert Padieu* | ARD            | 1 666 | 100,00 |  |  |
|                |                |                |       |        |  |  |
| Inscrits       | Inscrits       | Inscrits       | 2 511 | 100,00 |  |  |
| Abstentions    | Abstentions    | Abstentions    | 490   | 19,51  |  |  |
| Votants        | Votants        | Votants        | 2 021 | 80,49  |  |  |
| Blancs et nuls | Blancs et nuls | Blancs et nuls | 355   | 17,57  |  |  |
| Exprimés       | Exprimés       | Exprimés       | 1 666 | 82,43  |  |  |

*sortant

### Canton de Gamaches
|                | Florimond Mauduit* | RI       | 1 568 | 100,00 |  |  |
|                |                    |          |       |        |  |  |
| Inscrits       | Inscrits           | Inscrits |       | 100,00 |  |  |
| Abstentions    |                    |          |       |        |  |  |
| Votants        |                    |          |       |        |  |  |
| Blancs et nuls |                    |          |       |        |  |  |
| Exprimés       | Exprimés           | Exprimés | 1 568 |        |  |  |

*sortant

### Canton d'Hallencourt
|                | Joseph Tagaux* | FR             | 1 759 | 100,00 |  |  |
|                |                |                |       |        |  |  |
| Inscrits       | Inscrits       | Inscrits       | 2 998 | 100,00 |  |  |
| Abstentions    | Abstentions    | Abstentions    | 693   | 23,12  |  |  |
| Votants        | Votants        | Votants        | 2 305 | 76,88  |  |  |
| Blancs et nuls | Blancs et nuls | Blancs et nuls | 546   | 23,69  |  |  |
| Exprimés       | Exprimés       | Exprimés       | 1 759 | 76,31  |  |  |

*sortant

### Canton de Moyenneville
|                | Henri des Lyons de Feuchin* | FR             | 1 366 | 100,00 |  |  |
|                |                             |                |       |        |  |  |
| Inscrits       | Inscrits                    | Inscrits       | 2 854 | 100,00 |  |  |
| Abstentions    | Abstentions                 | Abstentions    | 663   | 23,23  |  |  |
| Votants        | Votants                     | Votants        | 2 191 | 76,77  |  |  |
| Blancs et nuls | Blancs et nuls              | Blancs et nuls | 825   | 37,65  |  |  |
| Exprimés       | Exprimés                    | Exprimés       | 1 366 | 62,35  |  |  |

*sortant

### Canton de Nouvion
|                | Léon Desgest   | ARD            | 1 430 | 100,00 |  |  |
|                |                |                |       |        |  |  |
| Inscrits       | Inscrits       | Inscrits       | 2 316 | 100,00 |  |  |
| Abstentions    | Abstentions    | Abstentions    | 712   | 30,74  |  |  |
| Votants        | Votants        | Votants        | 1 604 | 69,26  |  |  |
| Blancs et nuls | Blancs et nuls | Blancs et nuls | 174   | 10,85  |  |  |
| Exprimés       | Exprimés       | Exprimés       | 1 430 | 89,15  |  |  |

*sortant

### Canton de Rue
|                | Pierre Tingry* | ARD            | 1 816 | 100,00 |  |  |
|                |                |                |       |        |  |  |
| Inscrits       | Inscrits       | Inscrits       | 2 847 | 100,00 |  |  |
| Abstentions    | Abstentions    | Abstentions    | 900   | 31,61  |  |  |
| Votants        | Votants        | Votants        | 1 947 | 68,39  |  |  |
| Blancs et nuls | Blancs et nuls | Blancs et nuls | 131   | 6,73   |  |  |
| Exprimés       | Exprimés       | Exprimés       | 1 816 | 93,27  |  |  |

*sortant

### Canton de Saint-Valery-sur-Somme
|                | Isidore Loubert     | Cons.          | 1 714 | 58,18  |  |  |
|                | Pierre de Fautereau | SFIO           | 1 232 | 41,82  |  |  |
|                |                     |                |       |        |  |  |
| Inscrits       | Inscrits            | Inscrits       | 4 368 | 100,00 |  |  |
| Abstentions    | Abstentions         | Abstentions    | 1 095 | 25,07  |  |  |
| Votants        | Votants             | Votants        | 3 273 | 74,93  |  |  |
| Blancs et nuls | Blancs et nuls      | Blancs et nuls | 327   | 9,99   |  |  |
| Exprimés       | Exprimés            | Exprimés       | 2 946 | 90,01  |  |  |

*sortant

## Arrondissement de Doullens
| Parti                                           | Sigle | Sigle | Élus |
| ----------------------------------------------- | ----- | ----- | ---- |
| Parti républicain radical et radical-socialiste |       | PRRRS | 5    |
| Alliance républicaine démocratique              |       | ARD   | 4    |
| Président du Conseil d'arrondissement           |       |       |      |
| Lucien Carpentier (PRRRS)                       |       |       |      |

### Nouveau conseil
| Parti                                           | Sigle | Sigle | Élus |
| ----------------------------------------------- | ----- | ----- | ---- |
| Parti républicain radical et radical-socialiste |       | PRRRS | 4    |
| Alliance républicaine démocratique              |       | ARD   | 4    |
| Conservateurs                                   |       | Cons. | 1    |
| Président du Conseil d'arrondissement           |       |       |      |
| Lucien Carpentier (PRRRS)                       |       |       |      |

### Résultats
| Canton             | Conseiller sortant | Étiquette | Candidat élu      | Étiquette |
| ------------------ | ------------------ | --------- | ----------------- | --------- |
| Acheux-en-Amiénois | Arthur Joyer*      | ARD       | Eugène Hourdequin | ARD       |
| Acheux-en-Amiénois | Léonce Leblond*    | ARD       | Maxime Petit      | Cons.     |
| Bernaville         | Lucien Rocque      | ARD       | Lucien Rocque     | ARD       |
| Bernaville         | Raoul Mahélin      | PRRRS     | Raoul Mahélin     | PRRRS     |
| Domart-en-Ponthieu | Léon Brouilly      | PRRRS     | Léon Brouilly     | PRRRS     |
| Domart-en-Ponthieu | Adhélard Wimart    | ARD       | Adhélard Wimart   | ARD       |
| Doullens           | Arnold Mortreux    | PRRRS     | Arnold Mortreux   | PRRRS     |
| Doullens           | Lucien Carpentier  | PRRRS     | Lucien Carpentier | PRRRS     |
| Doullens           | Arthur Dubron      | PRRRS     | Joseph Voisselle  | ARD       |

*Conseillers d'arrondissement sortants ne se représentant pas

## Arrondissement de Montdidier
| Parti                                           | Sigle | Sigle | Élus |
| ----------------------------------------------- | ----- | ----- | ---- |
| Parti républicain radical et radical-socialiste |       | PRRRS | 8    |
| Fédération républicaine                         |       | FR    | 1    |
| Président du Conseil d'arrondissement           |       |       |      |
| Victor Gaillard (PRRRS)                         |       |       |      |

### Nouveau conseil
| Parti                                           | Sigle | Sigle | Élus |
| ----------------------------------------------- | ----- | ----- | ---- |
| Parti républicain radical et radical-socialiste |       | PRRRS | 9    |
| Président du Conseil d'arrondissement           |       |       |      |
| Georges Capronnier (PRRRS)                      |       |       |      |

### Résultats
| Canton               | Conseiller sortant | Étiquette | Candidat élu            | Étiquette |
| -------------------- | ------------------ | --------- | ----------------------- | --------- |
| Ailly-sur-Noye       | Louis Trannoy      | FR        | Wilfrid Georget         | PRRRS     |
| Montdidier           | Léon Choisy        | PRRRS     | Léon Choisy             | PRRRS     |
| Montdidier           | Théodule Richard   | PRRRS     | Théodule Richard        | PRRRS     |
| Moreuil              | Paul Mortier       | PRRRS     | Paul Mortier            | PRRRS     |
| Moreuil              | Victor Gaillard*   | PRRRS     | Léopold Marque          | PRRRS     |
| Rosières-en-Santerre | Georges Capronnier | PRRRS     | Georges Capronnier      | PRRRS     |
| Rosières-en-Santerre | Jules Thiébaud*    | PRRRS     | Ulysse Lejeune          | PRRRS     |
| Roye                 | Anatole Savelon    | PRRRS     | Anatole Savelon         | PRRRS     |
| Roye                 | Alfred Lejeune*    | PRRRS     | Sainte-Marie Carpentier | PRRRS     |

*Conseillers d'arrondissement sortants ne se représentant pas

## Arrondissement de Péronne
| Parti                                           | Sigle | Sigle | Élus |
| ----------------------------------------------- | ----- | ----- | ---- |
| Parti républicain radical et radical-socialiste |       | PRRRS | 6    |
| Alliance républicaine démocratique              |       | ARD   | 2    |
| Radicaux indépendants                           |       | RI    | 1    |
| Président du Conseil d'arrondissement           |       |       |      |
| Abdon Delavenne (PRRRS)                         |       |       |      |

### Nouveau conseil
| Parti                                           | Sigle | Sigle | Élus |
| ----------------------------------------------- | ----- | ----- | ---- |
| Alliance républicaine démocratique              |       | ARD   | 6    |
| Parti républicain radical et radical-socialiste |       | PRRRS | 3    |
| Président du Conseil d'arrondissement           |       |       |      |
| Clément Debray (ARD)                            |       |       |      |

### Résultats
| Canton         | Conseiller sortant | Étiquette | Candidat élu        | Étiquette |
| -------------- | ------------------ | --------- | ------------------- | --------- |
| Albert         | Émile Leturcq*     | PRRRS     | Frédéric Ehretsmann | ARD       |
| Albert         | Carolus Lucquet*   | PRRRS     | Pierre Toussaint    | ARD       |
| Bray-sur-Somme | Émilien Cozette    | PRRRS     | Gaston Grognet      | ARD       |
| Chaulnes       | Abdon Delavenne*   | PRRRS     | Gaston Jules        | PRRRS     |
| Combles        | Clément Debray     | ARD       | Clément Debray      | ARD       |
| Ham            | Charles Delorme    | ARD       | Charles Delorme     | ARD       |
| Nesle          | René Vergelot      | PRRRS     | Eugène Rouzé        | ARD       |
| Péronne        | Georges Decaux*    | RI        | Léon Hénocque       | PRRRS     |
| Roisel         | Achille Provins*   | PRRRS     | Gustave Mennecier   | PRRRS     |

*Conseillers d'arrondissement sortants ne se représentant pas